# 2015年英國工黨黨魁選舉
2015年工黨黨魁選舉（英語：2015 Labour Party leadership election）緣由於2015年5月8日文立彬因對2015年英國大選慘敗負責而正式辭任工黨黨魁所引發。夏雅雯是時任工黨副黨魁，文立彬辭職後代理工黨黨魁職務，但代理當日她宣布她將在新黨魁與副黨魁選出後辭去副黨魁職務。
四個候選人成功被提名：貝安德、顧綺慧、杰里米·科尔宾與利茲·肯德爾。投票在2015年8月14日（週五）開始，並於2015年9月10日（週四）結束；結果則在9月12日（週六）公布。工黨黨員、已註冊及附屬支持者有權在是次採用排序複選制的選舉投票。
科尔宾本來是這次黨魁選舉的黑马，但其後的民意調查顯示他取得壓倒性的領先。許多資深工黨人物，包括白高敦、貝理雅、施仲宏、文禮彬及阿拉斯泰爾·坎貝爾都因此高調對他作出批評，同時聲稱科尔宾若當選黨魁會令工黨從此失去執政資格。儘管如此，他在首輪投票中即以59.5%選票壓倒性當選。

## 程序
黨魁的選舉由文立彬的辭職引發，根據2014年2月海布里男爵雷·柯林斯領導下發表的柯林斯報告建議，改革後的規則將發生。這項計劃要求以後的選舉比2010年舉行的選舉時間上有所縮短，並在2015年9月工黨黨大會前選出新的領導人。
報告改變了工黨黨魁選舉的方式：根據以前的制度，一個三方選舉人團選舉會選出領導人，三分之一權重屬國會工黨（即下議院工黨成員）及歐洲議會工黨成員、三分之一權重屬工黨個人成員、另外三分之一權重屬工會及下屬社團。按照柯林斯報告，純粹「一成員一票」（OMOV）系統會取代選舉人團，候選人將通過會員及附屬支持者選舉產生，收到最多一票者勝出，所有選票權重相等。這意味著工黨附屬工會成員將需要另外註冊為工黨支持者以獲得投票權。
如欲成為黨魁候選人，他們需要獲得最少15%國會工黨（PLP）成員——35位議員提名。這次投票如以往的選舉，會用選擇投票制舉行，副黨魁選舉也使用此規則。
這次選舉將由選舉改革協會部門選舉改革服務監督。

### 時間表
2015年5月13日的工黨中央行政委員會會議決定了兩個選舉的時間表和程序。
- 2015年6月9日：開放提名
- 2015年6月15日中午12時：黨魁提名結束
- 2015年6月17日中午12時：副黨魁（英语：Labour Party deputy leadership election, 2015）提名結束
- 2015年6月17日中午12時：競選活動（英语：Hustings）時間開始
- 2015年7月31日：競選活動時間結束
- 2015年8月12日：加入工黨成為會員而且可參與投票之最後日期
- 2015年8月14日：選票郵寄日期
- 2015年9月10日中午12時：投票結束
- 2015年9月12日：工黨黨特別大會（英语：Labour Party (UK) Conference）公佈結果

## 候選人

### 已宣布
要在選票出現其名字，黨魁候選人須獲得35名國會議員提名。提名任何候選人的國會議員不必隨後支持或投票該名候選人。部分國會議員表示，他們提名的候選人已經確保出現在選票上。
| 貝安德        | 利                               | 影子內閣衛生大臣 （2011年－）         | 2015年5月13日 | 68 | 29.31% |
| 顧綺慧        | 諾曼頓、龐蒂弗拉克特和卡斯爾福德 | 影子內閣內政大臣 （2011年－）         | 2015年5月13日 | 59 | 25.43% |
| 利茲·肯德爾   | 西萊斯特                         | 影子內閣護理與老年人部長 （2011年－） | 2015年5月10日 | 41 | 17.76% |
| 杰里米·科尔宾 | 北伊斯靈頓                       | 無                                    | 2015年6月3日  | 36 | 15.52% |
| 未提名        | 未提名                           | 未提名                                | 未提名        | 28 | 12.07% |

候選人名字旁邊的數目等同提名的國會議員數目，他們可以算作所需要的35名議員之一。粗體數字標示的候選人已經達到列入選票需要的35項提名，以下列出公開提名候選人的國會議員：
- 貝安德（68）：黛比·亞伯拉罕（英语：Debbie Abrahams）、海蒂·亞歷山大、大衛·安德森、希拉里·本、盧西亞娜·伯傑（英语：Luciana Berger）、克萊夫·貝茨、保羅·布魯姆菲爾德、凱文·布倫南、朱莉·庫珀（英语：Julie Cooper (politician)）、大衛·克勞斯比、亞歷克斯·坎寧安、韋恩·大衛、彼得·多德、邁克爾·迪蓋、比爾·伊斯特森、保羅·法雷利、羅伯特·法魯、伊馮娜·富法古瑤（英语：Yvonne Fovargue）、帕特·格拉斯（英语：Pat Glass）、瑪麗·格林頓（英语：Mary Glindon）、莉蓮·格林伍德（英语：Lilian Greenwood）、瑪格麗特·格林伍德（英语：Margaret Greenwood）、尼亞·格里菲斯、安德魯·奎恩、哈利·哈珀姆（英语：Harry Harpham）、卡羅琳·哈里斯（英语：Carolyn Harris (politician)）、斯蒂芬·赫本、凱特·霍伊（英语：Kate Hoey）、凱特·霍萊爾恩（英语：Kate Hollern）、丹·賈維斯、格雷厄姆·瓊斯、杰拉爾德·瓊斯（英语：Gerald Jones）、芭芭拉·基利（英语：Barbara Keeley）、伊恩·拉維、艾瑪·勞威爾-巴克（英语：Emma Lewell-Buck）、伊恩·盧卡斯、霍莉·林奇（英语：Holly Walker-Lynch）、賈斯汀·馬德斯、瑞切爾·馬斯克爾（英语：Rachael Maskell）、克里斯·馬西森、克里·麥卡錫（英语：Kerry McCarthy）、安迪·麥克唐納、康納爾·麥金、莉茲·麥克因斯（英语：Liz McInnes）、艾倫·梅亞萊、伊恩·梅爾恩斯、麗莎·南迪、阿爾伯特·歐文、特雷莎·皮爾斯（英语：Teresa Pearce）、露西·鮑威爾（英语：Lucy Powell）、優思明·庫雷希（英语：Yasmin Qureshi）、安吉拉·雷納、傑米·里德、克里斯蒂娜·里斯（英语：Christina Rees (politician)）、雷切爾·里夫斯、史蒂夫·羅澤拉姆、歐文·史密斯、傑夫·史密斯、基爾·斯塔默、喬·史蒂文斯（英语：Jo Stevens）、尼克·托馬斯-西蒙茲、安娜·特里（英语：Anna Turley）、卡爾·特納、德里克·特威格、瓦萊麗·瓦斯、阿蘭·懷特黑德、義恩·萊特[19]
- 顧綺慧（59）：榮·阿什沃斯、伊恩·奧斯汀、阿德里安·貝利、羅伯塔·布萊克曼-伍茲（英语：Roberta Blackman-Woods）、林恩·布朗（英语：Lyn Brown (politician)）、尼克·布朗、克里斯·布萊恩特、卡倫·柏克（英语：Karen Buck）、理查·博頓、利亞姆·拜恩、露絲·吉百利（英语：Ruth Cadbury）、安·克盧伊德（英语：Ann Clwyd）、弗農·科克爾、朱迪思·康明斯（英语：Judith Cummins）、吉姆·坎寧安、尼克·戴金、傑蘭特·戴維斯、桑厄姆·德博奈尔（英语：Thangam Debbonaire）、傑克·德羅米、瑪利亞·依格爾、吉姆·菲茨帕特里克、科琳·弗萊徹（英语：Colleen Fletcher）、維姬·福克斯克羅夫特（英语：Vicky Foxcroft）、海倫·古德曼（英语：Helen Goodman）、凱特·格林（英语：Kate Green）、費邊·漢密爾頓、大衛·漢森、蘇·海曼（英语：Sue Hayman）、約翰·希利、沙龍·霍奇森（英语：Sharon Hodgson）、喬治·豪沃思、戴安娜·約翰遜（英语：Diana Johnson）、凱文·瓊斯、海倫·瓊斯（英语：Helen Jones）、斯蒂芬·金諾克、克里斯·萊斯利、哈立德·馬哈茂德（英语：Khalid Mahmood (British politician)）、謝花·馬哈茂德（英语：Shabana Mahmood）、希瑪·馬爾霍特拉（英语：Seema Malhotra）、約翰·曼恩、史蒂夫·麥凱布（英语：Steve McCabe (politician)）、凱瑟琳·麥金內爾（英语：Catherine McKinnell）、馬德琳·文（英语：Madeleine Moon）、梅蘭妮·翁（英语：Melanie Onn）、馬修·彭尼庫克、傑西·菲利普斯（英语：Jess Phillips (politician)）、布里奇特·菲利普森、斯蒂芬·龐德（英语：Stephen Pound）、瑪麗·黎默爾（英语：Marie Rimmer）、傑弗里·羅賓遜（英语：Geoffrey Robinson）、納西姆·沙阿（英语：Naseem Shah）、維倫德拉·夏爾馬（英语：Virendra Sharma）、保拉·謝里夫、安迪·斯勞特、露絲·史密斯（英语：Ruth Smeeth）、卡琳·史密斯（英语：Karin Smyth）、約翰·斯佩勒（英语：John Spellar）、丹尼爾·澤茨尼[19]
- 利茲·肯德爾（41）：凱文·巴倫爵士、湯姆·布倫金索普、詹妮·查普曼（英语：Jenny Chapman）、安·科菲（英语：Ann Coffey）、西蒙·丹齊克、凱萊·德·皮耶羅（英语：Gloria De Piero）、斯蒂芬·道蒂、吉姆·多德（英语：Jim Dowd (politician)）、朱莉·埃利奧特（英语：Julie Elliott）、路易絲·埃爾曼（英语：Louise Ellman）、克里斯·埃文斯、保羅·弗林（英语：Paul Flynn (politician)）、邁克·加佩斯（英语：Mike Gapes）、馬克·亨德里克（英语：Mark Hendrick）、瑪格麗特·霍奇（英语：Margaret Hodge）、特里斯特拉姆·亨特、邁克·凱恩、彼得·凱爾、伊萬·劉易斯、菲奧娜·麥克塔格特（英语：Fiona Mactaggart）、西沃恩·麥克唐納（英语：Siobhain McDonagh）、帕特·麥克法登、艾莉森·麥戈文（英语：Alison McGovern）、傑西卡·莫登（英语：Jessica Morden）、托比·帕金斯、史蒂夫·里德、喬納森·雷諾茲、艾瑪·雷諾茲（英语：Emma Reynolds）、瓊·瑞安（英语：Joan Ryan）、巴里·希爾曼、加文·舒克、尼克·史密斯、安吉拉·史密斯（英语：Angela C. Smith）、韦斯·斯特雷廷、吉塞拉·斯圖爾特（英语：Gisela Stuart）、史蒂芬·蒂姆斯、史蒂芬·特維格、竹卡·烏穆納、菲爾·威爾遜、約翰·伍德考克[19]
- 杰里米·科尔宾（36）：黛安·阿伯特、魯沙娜拉·阿里（英语：Rushanara Ali）、玛格丽特·贝克特、理查德·伯根、戴恩·巴特勒（英语：Dawn Butler）、羅尼·坎貝爾、柴萍恩、尼爾·科伊爾、喬·考克斯、喬恩·克魯達斯、克萊夫·艾福德、弗蘭克·菲爾德、路易絲·黑格（英语：Louise Haigh）、凱爾文·霍普金斯、魯帕·哈克（英语：Rupa Huq）、伊姆蘭·侯賽因（英语：Imran Hussain (British politician)）、休·伊蘭卡-戴維斯、薩迪克·汗、大衛·拉米、克萊夫·劉易斯（英语：Clive Lewis (politician)）、麗貝卡·隆-貝利、戈登·馬斯登、約翰·麥克唐納、邁克爾·米徹（英语：Michael Meacher）、格雷厄姆·莫里斯、智·齊翁烏拉（英语：Chi Onwurah）、凱特·奧薩瑪（英语：Kate Osamor）、提列·西迪克（英语：Tulip Siddiq）、丹尼斯·斯金納、安德魯·史密斯、卡特·史密斯（英语：Cat Smith）、加雷思·托馬斯、艾米莉·索恩伯里、喬恩·特里克特、凱瑟琳·韋斯特[19]

在6月12日撤回參選前，瑪麗·克雷獲得以下10人提名：柴萍恩、喬·考克斯、尼爾·科伊爾、譚甘·帝邦尼爾、海倫·海斯、蘇珊·瓊斯、麥克·凱恩、斯蒂芬·金諾克、提勒帕·西迪克
共28名工黨議員沒有提名任何候選人：格雷厄姆·艾倫、本·布拉德肖、艾倫·坎貝爾、羅西·庫珀、瑪麗·克雷、斯特拉·克里西、約翰·克賴爾、安吉拉·伊格爾、娜塔莎·恩格爾、卡羅琳·弗林特、巴里·加德納、罗杰·高斯夫、夏雅雯、海倫·海斯、梅格·希利爾、林賽·霍伊爾、莊翰生、杰拉爾德·考夫曼、文立彬、羅布·馬里斯、伊恩·默里、納西姆·沙阿、格雷厄姆·斯特林格、馬克·塔米、湯姆·沃森、大衛·溫尼克、羅西·溫特頓

### 已撤回
- 瑪麗·克雷（英语：Mary Creagh），影子內閣國際發展大臣（英语：Shadow Secretary of State for International Development）及韋克菲爾德選區議員[20]
- 竹卡·烏穆納，影子內閣商業、創新及技能大臣（英语：Shadow Secretary of State for Business, Innovation and Skills）及斯特里漢姆選區議員[21][22][23]

### 已拒絕
- 黛安·阿伯特，前影子內閣衛生部長（英语：Department of Health (United Kingdom)），2010年黨魁選舉（英语：Labour Party (UK) leadership election, 2010）候選人及北哈克尼和斯托克紐因頓選區議員（競逐倫敦市長）[24][25]
- 魯沙娜拉·阿里（英语：Rushanara Ali），前影子教育部長及貝夫諾格林和波選區議員（競逐副黨魁（英语：Labour Party deputy leadership election, 2015））[26]
- 斯特拉·克里西，沃爾瑟姆斯托選區議員[27]（競逐副黨魁（英语：Labour Party deputy leadership election, 2015））[28]
- 安吉拉·伊格爾，影子內閣下議院領袖（英语：Shadow Leader of the House of Commons），前財政部國庫秘書（英语：Exchequer Secretary to the Treasury）及沃勒西選區議員[29]（競逐副黨魁（英语：Labour Party deputy leadership election, 2015））[30]
- 特里斯特拉姆·亨特，影子內閣教育大臣（英语：Shadow Secretary of State for Education）及中特倫特河畔斯托克選區議員[31][32]
- 丹·賈維斯，影子內閣司法大臣及中班士利選區議員[33][34][35]
- 艾倫·強生，前內政大臣與卫生大臣及西赫爾河畔金斯頓和海叟選區議員[36][37]
- 大衛·拉米，前創新、大學及技能國務大臣（英语：Department for Business, Innovation and Skills）及托特納姆選區議員（競逐倫敦市長）[37][38]
- 伊恩·拉維，旺斯貝克選區議員[39][40]
- 約翰·麥克唐納，海斯和哈靈頓選區議員[41]
- 艾莉森·麥戈文（英语：Alison McGovern），南威勒爾選區議員[42][43]
- 大衛·米勒班，國際救援委員會主席兼行政總裁，前外交大臣，2010年黨魁選舉（英语：Labour Party (UK) leadership election, 2010）候選人及前南希爾茲選區議員[44][45][46]
- 麗莎·南迪，威根選區議員[43][47]
- 傑米·里德，科普蘭選區議員[48]
- 雷切爾·里夫斯，影子內閣就業及退休保障大臣（英语：Shadow Secretary of State for Work and Pensions）及西利茲選區議員[11][49]
- 歐文·史密斯，影子內閣威爾斯事務大臣（英语：Shadow Secretary of State for Wales）及龐特浦里德選區議員[50]
- 基爾·斯塔默，前刑事檢控專員（英语：Director of Public Prosecutions (England and Wales)）及霍本和聖潘克拉斯選區議員[51]
- 喬恩·特里克特，影子內閣不管部大臣，前影子內閣內閣辦公室部長及赫姆斯沃思選區議員[52]

## 獲得的支持
（2015年英國工黨黨魁選舉候選人獲得的支持）

## 選舉誠信爭議
2015年6月，托比·楊在《每日電訊報》撰寫一篇鼓勵保守黨人加入工黨投票給杰里米·科尔宾，他的理由是「寄託工黨遺忘選舉」（"to consign Labour to electoral oblivion"）。這種趨勢在Twitter以「#ToriesforCorbyn」迅速蔓延，而工黨的回應也受到批評。兩天後，大不列顛共產黨 (臨時中央委員會)也寫了支持科尔宾的文章。因此，工黨議員約翰·曼呼籲叫停選舉。
代理工黨黨魁夏雅雯回應事件時，呼籲各方選區檢查新成員，但又表示工黨已經「有一個強大的系統，以防止欺詐或惡意行為」（"a robust system to prevent fraudulent or malicious applications"） 。工黨議員費邊·漢密爾頓則指出“沒有證據”證明有組織試圖滲透選舉。候選人貝安德也表示沒有證據發現滲透行為，亦不會駁回指控；而科尔宾回應他「只想『真正的工黨支持者』把票投給他」。
2015年8月初，工黨湧現260名前綠黨、左派團結工會和社會主義聯盟成員，他們曾試圖成為登記支持者，但現時他們將不獲投票權。在此不久之前，據透露保守黨議員蒂姆·勞頓已申請成為工黨支持者，他隨後聲稱他的意圖是「整件事情完全就是什麼洩密的鬧劇」（“blow the gaff on what a complete farce the whole thing is”）。老牌工黨議員巴里·希爾曼也因為擔憂其他各方的滲透而也加入呼籲「暫停」選舉。在8月11日的工黨會議中，四名候選人已獲悉有1,200名成員和其他各方的支持者被排除，另有800人被調查。
工黨後來證實，如果在投票後發現支持者是其他政黨的成員，將取消他們的選票。許多知名人士都被阻止投票，包括：
- 馬庫斯·喬恩，作家[64]
- 傑里米·哈迪（英语：Jeremy Hardy），喜劇演員
- 肯·洛區，電影導演[64]
- 弗朗西斯·馬丁內斯（英语：Francesca Martinez），喜劇演員[65]
- 馬克·瑟沃特卡（英语：Mark Serwotka），公共和商業服務工會（英语：Public and Commercial Services Union）（PCS）主席[66]
- 羅伯特·夏普，2015年英國地方選舉（英语：United Kingdom local elections, 2015）南沃克登工黨候選人[67]（工黨後來又恢復了其投票權）[68]
- 皮特·辛克萊，作家[69]
- 馬克·斯蒂爾（英语：Mark Steel），喜劇演員[70]
- 盧克·賴特（英语：Luke Wright (poet)）[71]
- 托比·揚，記者

前工黨國會議員安德魯·麥金利宣稱工黨試圖針對杰里米·科尔宾操縱黨魁選舉，傑里米·哈迪也同意此觀點。這些說法以「肅清工黨」（Labour Purge）在知名媒體上如推特上——尤其是科尔宾的支持者裡用「#LabourPurge」越傳越廣。代理黨魁夏雅雯駁斥科尔宾支持者的說法，並堅持認為排除過程對候選人是公正的。蘇格蘭報章《國家》印刷了整頁的諷刺漫畫進一步推測工黨黨魁選舉將出現更多舞弊事件。

## 辯論

### 電視
| 節目                 | 日期                  | 主持人               | 頻道       | 連結                                    |
| -------------------- | --------------------- | -------------------- | ---------- | --------------------------------------- |
| 新聞之夜             | 星期三 6月17日；19:00 | 勞拉·庫恩斯伯格      | BBC Two    | On BBC iPlayer（页面存档备份，存于）    |
| 維多利亞·達比舒亞秀  | 星期一 7月13日；09:15 | 維多利亞·達比舒亞    | BBC Two    | On BBC iPlayer（页面存档备份，存于）    |
| 星期日政治           | 星期日 7月19日；11:00 | 安德魯·尼爾          | BBC One    | On BBC iPlayer（页面存档备份，存于）    |
| 工黨黨魁競選演說     | 星期二 9月1日；15:30  | 克里希南·古魯-穆爾蒂 | 第四台     | On Channel 4 News（页面存档备份，存于） |
| 工黨的未來：最後辯論 | 星期四 9月3日；19:00  | 亞當·博爾頓          | 天空新闻台 | On Sky News（页面存档备份，存于）       |

### 電台
| 節目                      | 日期                  | 主持人      | 頻道            | 資料                                       |
| ------------------------- | --------------------- | ----------- | --------------- | ------------------------------------------ |
| 工黨領袖辯論：LBC現場直播 | 星期三 7月22日；19:00 | 伊恩·戴爾   | LBC             | LBC網站（页面存档备份，存于）              |
| 5早餐直播                 | 星期二 8月25日；08:30 | 尼基·坎貝爾 | BBC Radio 5直播 | On BBC iPlayer Radio（页面存档备份，存于） |

### 網上
| 節目                         | 日期                  | 主持人  | 專員小組                              | 在線供應商 | 資料                              |
| ---------------------------- | --------------------- | ------- | ------------------------------------- | ---------- | --------------------------------- |
| 工黨的未來：迎接下一屆領導人 | 星期四 8月27日；19:10 | 休·繆爾 | 拉斐爾·貝洱、約翰·哈里斯及安妮·珀金斯 | 衛報       | Live stream（页面存档备份，存于） |

## 民意調查
本節中的調查由知名媒體用科學方法開展。
| 民意調查來源            | 調查日期          | 樣本量              | 誤差範圍 | 貝安德 | 伊薇特·庫珀 | 傑瑞米·科爾賓 | 利茲·肯德爾 | 其他／未定 |
| ----------------------- | ----------------- | ------------------- | -------- | ------ | ----------- | ------------- | ----------- | ---------- |
| Opinium                 | 2015年8月21－25日 | 474名工黨選民       | ± ?      | 27%    | 22%         | 39%           | 12%         | –          |
| Opinium                 | 2015年8月21－25日 | 1,711名英國選民     | ± ?      | 18%    | 13%         | 26%           | 11%         | 32%        |
| Opinium                 | 2015年8月11－14日 | 499名工黨選民       | ± ?      | 29%    | 19%         | 37%           | 15%         | –          |
| Opinium                 | 2015年8月11－14日 | 1,719名英國選民     | ± ?      | 18%    | 12%         | 23%           | 11%         | 36%        |
| Survation               | 2015年8月12－13日 | 1,007名英國居民     | ± ?      | 25%    | 15%         | 28%           | 12%         | 19%        |
| YouGov/《泰晤士報》     | 2015年8月6－10日  | 1,411名合資格的選民 | ± ?      | 21%    | 18%         | 53%           | 8%          | –          |
| YouGov/《泰晤士報》     | 2015年8月6－10日  | 1,411名合資格的選民 | ± ?      | 23%    | 23%         | 54%           | –           | –          |
| YouGov/《泰晤士報》     | 2015年8月6－10日  | 1,411名合資格的選民 | ± ?      | –      | 38%         | 62%           | –           | –          |
| 現在研究                | 2015年7月28－29日 | ？名工黨選民        | ± ?      | 36%    | 20%         | 28%           | 16%         | –          |
| 現在研究                | 2015年7月28－29日 | 1,001名英國居民     | ± ?      | 30%    | 24%         | 24%           | 21%         | 1%         |
| Opinium                 | 2015年7月24－27日 | 481名工黨選民       | ± ?      | 39%    | 22%         | 24%           | 15%         | –          |
| Opinium                 | 2015年7月24－27日 | 1,732名英國居民     | ± ?      | 21%    | 14%         | 16%           | 12%         | 38%        |
| YouGov/《泰晤士報》     | 2015年7月17－21日 | 1,054名合資格的選民 | ± ?      | 26%    | 20%         | 43%           | 11%         | –          |
| YouGov/《泰晤士報》     | 2015年7月17－21日 | 1,054名合資格的選民 | ± ?      | 29%    | 26%         | 44%           | –           | –          |
| YouGov/《泰晤士報》     | 2015年7月17－21日 | 1,054名合資格的選民 | ± ?      | 47%    | –           | 53%           | –           | –          |
| ORB/《獨立報》          | 2015年7月21－23日 | 2000名英國居民      | ± ?      | 36%    | 20%         | 18%           | 25%         | 1%         |
| Ipsos MORI/《新政治家》 | 2015年6月14－16日 | 275名工黨選民       | ± ?      | 23%    | 20%         | 9%            | 11%         | 38%        |
| Ipsos MORI/《新政治家》 | 2015年6月14－16日 | 1,005名英國居民     | ± 4%     | 15%    | 14%         | 5%            | 11%         | 55%        |

以下民意調查在黨魁提名結束前進行，因此包括並非被提名四位候選人的工黨人物。
| 民意調查來源                             | 調查日期          | 樣本量                   | 誤差範圍 | 貝安德 | 伊薇特·庫珀 | 崔斯特瑞姆·亨特 | 丹·賈維斯 | 利茲·肯德爾 | 大衛·米勒班 | 雷切爾·里夫斯 | 竹卡·烏穆納 | 其他／未定 |
| ---------------------------------------- | ----------------- | ------------------------ | -------- | ------ | ----------- | --------------- | --------- | ----------- | ----------- | ------------- | ----------- | ---------- |
| YouGov/《獨立報》                        | 2015年5月14－15日 | 1,567名英國居民          | ± ?      | 22%    | 18%         | 9%              | –         | 5%          | –           | –             | 21%         | 25%        |
| YouGov/《獨立報》                        | 2015年5月14－15日 | 1,567名英國居民          | ± ?      | 14%    | 8%          | 3%              | –         | 2%          | –           | –             | 17%         | 56%        |
| 經濟與社會研究委員會/YouGov/《新政治家》 | 2015年5月12－15日 | 1,200名工黨成員          | ± ?      | 18%    | 8.5%        | –               | 5%        | 2%          | 2%          | –             | 12%         | 52.5%      |
| 《星期日獨立報》                         | 2015年5月11－15日 | 62名擊敗工黨議員的候選人 | ± ?      | 27%    | 8%          | 3%              | –         | 18%         | –           | –             | 13%         | 31%        |
| Survation/《周日郵報》                   | 2015年5月8－9日   | 329名工黨選民            | ± ?      | 20.9%  | 13.1%       | 5.4%            | 7.7%      | 4.5%        | —           | 6.4%          | 16.2%       | 25.8%      |
| Survation/《周日郵報》                   | 2015年5月8－9日   | 329名工黨選民            | ± ?      | 17.4%  | 10.8%       | 3.2%            | 7%        | 4.5%        | 23.8%       | 1.9%          | 15.9%       | 15.6%      |
| Survation/《周日郵報》                   | 2015年5月8－9日   | 1,027名英國居民          | ± 2.1%   | 14.1%  | 11.2%       | 6%              | 6.4%      | 5.1%        | —           | 4.2%          | 12.2%       | 40.6%      |
| Survation/《周日郵報》                   | 2015年5月8－9日   | 1,027名英國居民          | ± 2.1%   | 12.4%  | 8.4%        | 5.8%            | 6.2%      | 4.5%        | 17.8%       | 3.1%          | 11%         | 30.8%      |

1. 1 2  指在可能在明年大選投票給工黨的人。
2. 1 2  指在可能在明年大選投票給工黨的人，但不包括不太可能去投票的人。
3. ↑  觀看候選人短片後的超過18歲的英國居民。
4. 1 2  合資格在黨魁選舉中投票的工黨成員、登記支持者及已簽署工會會員。
5. 1 2 3 4  指在2015年英國大選投票給工黨的人。
6. 1 2 3 4 5 6  超過18歲的英國居民。
7. ↑  指已繳會費的工黨成員。
8. ↑  62名匿名擊敗工黨議會候選人各抒己見。

## 選舉結果
| 候選人 | 候選人        | 工黨黨員 | 工黨黨員 | 已註冊支持者 | 已註冊支持者 | 附屬支持者 | 附屬支持者 | 總計    | 總計 | 總計  |
| 候選人 | 候選人        | 票數     | %        | 票數         | %            | 票數       | %          | 票數    | 票數 | %     |
| ------ | ------------- | -------- | -------- | ------------ | ------------ | ---------- | ---------- | ------- | ---- | ----- |
|        | 杰里米·科尔宾 | 121,751  | 49.59%   | 88,449       | 83.76%       | 41,217     | 57.61%     | 251,417 |      | 59.5% |
|        | 貝安德        | 55,698   | 22.69%   | 6,160        | 5.83%        | 18,604     | 26.00%     | 80,462  |      | 19.0% |
|        | 顧綺慧        | 54,470   | 22.18%   | 8,415        | 7.97%        | 9,043      | 12.64%     | 71,928  |      | 17.0% |
|        | 利茲·肯德爾   | 13,601   | 5.54%    | 2,574        | 2.44%        | 2,682      | 3.75%      | 18,857  |      | 4.5%  |

投票率為554,272名的合資格選民中的422,871人（76.3%），另有207張廢票。343,995票（81.3%）自網上投票，是英國最大型的網上投票。

## 外部連結
工黨官方網站
競選網站
- 貝安德黨魁競選網站
- 伊薇特·庫珀黨魁競選網站
- 傑瑞米·科爾賓黨魁競選網站
- 利茲·肯德爾黨魁競選網站（页面存档备份，存于）
- 瑪麗·克雷黨魁競選網站